# Мажејкјај
Мажејкјај (литв. Mažeikiai, рус. Мажейкяй, пољ. Możejki) је један од значајних градова у Литванији. Он се налази на северозападу земље, веома близу границе са Летонијом. Мажејкјај чини општину у оквиру округа Телшијај, и мада је највећи град у овом округу, Мажејкјај није његово управно средиште.
Град Мажејкјај се простире се на 14 km² и према последњим проценама у њему је живело 40.788 становника.
Мажејкјај је данас познат као „Литвански град нафте“, пошто се у граду налази велика рафинерија нафте. То је и једна од млађих градова у држави.